# 平等站
平等站位于中华人民共和国重庆市江津区石门镇平等社区]，是一个成渝线上的铁路车站，建于1952年。车站目前为五等站，目前仅办理客运业务，有5611/5612次列车途经本站。

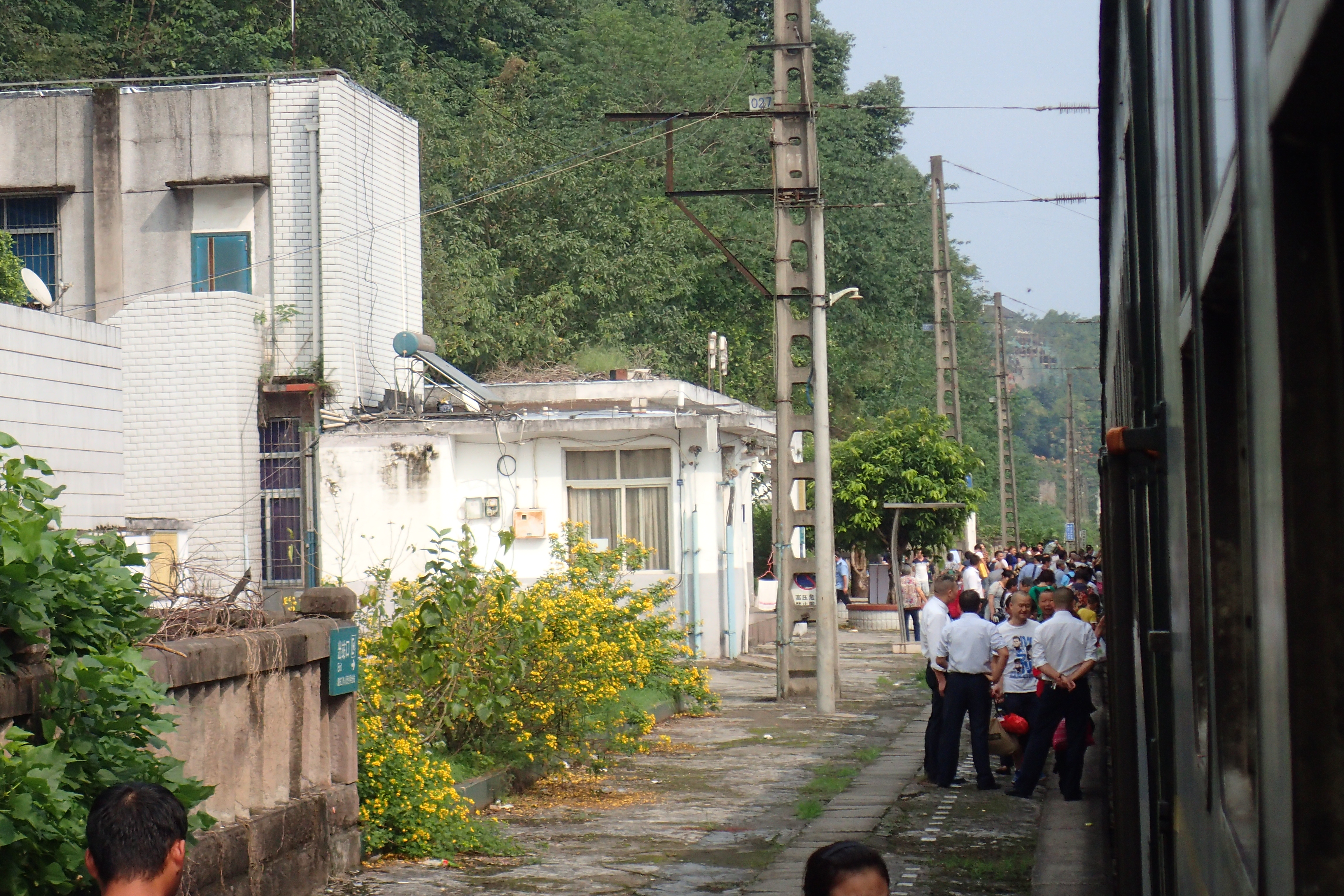
2017年，列车上拍摄的平等站站台

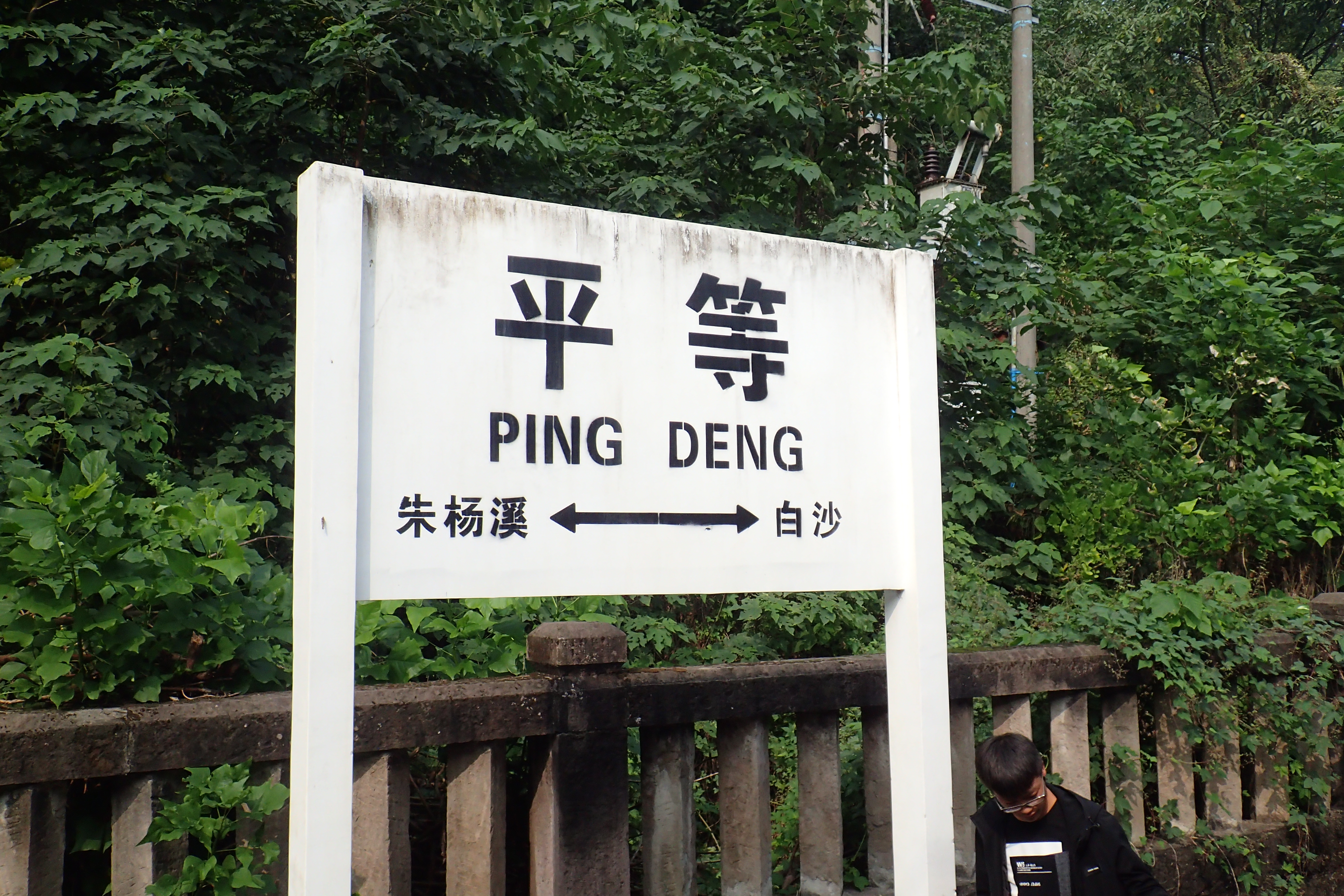
2017年，列车上拍摄的平等站站牌